# 山岡景宗
山岡 景宗（やまおか かげむね）は、戦国時代から安土桃山時代にかけての武将。

## 略歴
織田信長の家臣・山岡景隆の長男として誕生。
当初は父と共に信長に仕え、天正4年（1576年）には松永久秀と共に石山本願寺攻めに参加している。信長の死後、父・景隆は羽柴秀吉（豊臣秀吉）と敵対して改易され、まもなく死去したが、景宗は秀吉から許されて1450石の所領を与えられ、馬廻の1人に列せられた。朝鮮出兵では秀吉に従い、肥前国名護屋城に在陣した。
秀吉の死後はその子・秀頼に仕え、大坂の陣でも豊臣方として戦ったが、戦後は罪を許されて徳川家康・秀忠らに仕えて本領を安堵されている。ただし『断家譜』では慶長4年（1599年）1月に61歳で死去としている。